# 1970年の文学
1970年の文学（1970ねんのぶんがく）では、1970年（昭和45年）の文学に関する出来事について記述する。

## できごと
- 1月19日 - 第62回芥川龍之介賞・直木三十五賞（1969年下半期）の選考委員会開催。
- 3月23日 - 第1回大宅壮一ノンフィクション賞の選考委員会開催。尾川正二と石牟礼道子が受賞するも、石牟礼は受賞を辞退。
- 7月2日 - 川端康成が漢陽大学校から名誉文学博士号を贈られ、『以文会友』と題する記念講演を行う。
- 11月 - エリック・シーガルの "Love Story"（1970年2月）の日本語訳書『ラブ・ストーリィ』が角川書店より刊行される。同書は翌年の1971年年間ベストセラーの総合8位を記録した[1]。
- 11月25日 - 三島由紀夫が陸上自衛隊市ヶ谷駐屯地で割腹自決。

## 賞

### 芥川賞・直木賞
第62回（1969年下半期）
- 芥川賞 - 清岡卓行『アカシヤの大連』
- 直木賞 - 該当作なし

第63回（1970年上半期）
- 芥川賞 - 吉田知子『無明長夜』、古山高麗雄『プレオー8の夜明け』
- 直木賞 - 結城昌治『軍旗はためく下に』、渡辺淳一『光と影』

### その他の賞
- その他の賞
  - 第24回毎日出版文化賞
    - 寺田透、塩野七生、上田正昭、竹内好、北小路健、北日本新聞、宮澤俊義、宮脇昭、なだいなだ、高田誠二、松永伍一

  - 第23回野間文芸賞
    - 吉田健一『ヨオロッパの世紀末』、江藤淳『漱石とその時代』（最年少受賞）

  - 第23回日本推理作家協会賞
    - 陳舜臣『孔雀の道』『玉嶺よふたたび』

  - 第22回読売文学賞
    - 吉田健一『瓦礫の中』

  - 第20回H氏賞
    - 知念栄喜『みやらび』

  - 第18回菊池寛賞
    - 松本清張『昭和史発掘』、江藤淳『漱石とその時代』、新潟日報 特集「あすの日本海」、平凡社東洋文庫、二世西川鯉三郎

  - 第16回江戸川乱歩賞
    - 大谷羊太郎『殺意の演奏』

  - 第13回群像新人文学賞
    - 勝木康介『出発の周辺』

  - 第6回谷崎潤一郎賞
    - 埴谷雄高『闇のなかの黒い馬』、吉行淳之介『暗室』

  - 第2回日本文学大賞
    - 有吉佐和子『出雲の阿国』

  - 第1回大宅壮一ノンフィクション賞
    - 尾川正二『極限のなかの人間』、石牟礼道子（受賞辞退）『苦海浄土 わが水俣病』

## 1970年の本

### 小説
- 田辺聖子 『女の日時計』（読売新聞社）
- 広瀬正 『マイナス・ゼロ』（河出書房新社）
- 三浦綾子 『裁きの家』（集英社）
- 吉田知子 『無明長夜』（新潮社）
- 李恢成 『伽倻子のために』（新潮社）
- 三島由紀夫 『暁の寺』〈豊饒の海・第三巻〉（新潮社）、『天人五衰』〈豊饒の海・第四巻〉（新潮社）

### 評論
- 三島由紀夫 『行動学入門』（文藝春秋）、『作家論』（中央公論社）

### その他
- 伊藤正孝 『ビアフラ潜入記』（朝日新聞社）
- 犬養道子 『花々と星々と』（中央公論社）
- 小野木学 『かたあしだちょうのエルフ』（ポプラ社）
- 土家由岐雄・武部本一郎 『かわいそうなぞう』（金の星社）[2]
- 三島由紀夫 『尚武のこころ』（日本教文社）、『源泉の感情』（河出書房新社）
- 吉村昭 『海の壁 三陸沿岸大津波』（中公新書）
- チャールズ・A・ライク 『緑色革命』（ランダムハウス） ※日本語訳の刊行は1971年

## 死去
- 1月4日 - 小口優、栃木県出身のドイツ文学者。62歳没。
- 2月2日 - バートランド・ラッセル、イギリスの哲学者・数学者。1950年にノーベル文学賞を受賞した。97歳没。
- 2月17日 - シュムエル・アグノン、オーストリアのガリチア地方出身のヘブライ文学作家。1966年にノーベル文学賞を受賞した。81歳没。
- 3月4日 - 鈴木信太郎、日本の仏文学者。74歳没。
- 4月20日 - パウル・ツェラーン、ドイツ系ユダヤ人の詩人。49歳没。
- 5月7日 - 小野茂樹、東京府出身の歌人。33歳没。
- 5月12日 - ネリー・ザックス、ドイツの詩人・作家。1966年にノーベル文学賞を受賞した。78歳没。
- 6月1日 - ジュゼッペ・ウンガレッティ、イタリアの詩人。82歳没。
- 6月7日 - E・M・フォースター、イギリスの小説家。91歳没。
- 6月16日 - エルザ・トリオレ、モスクワ生まれのフランスの作家。73歳没。
- 9月1日 - フランソワ・モーリアック、フランスの小説家。1952年にノーベル文学賞を受賞した。84歳没。
- 9月28日 - ジョン・ドス・パソス、米国の小説家・画家。74歳没。
- 10月8日 - ジャン・ジオノ、フランス出身の作家。75歳没。
- 11月22日 - 大宅壮一、大阪府出身のジャーナリスト、ノンフィクション作家。70歳没。
- 11月23日 - アルフ・プリョイセン、ノルウェーの児童文学作家。56歳没。
- 11月25日 - 三島由紀夫、日本の小説家・劇作家。45歳没。